# 中筋村 (高知県)
中筋村（なかすじむら）は高知県幡多郡にあった村。
現在の四万十市の南西端、土佐くろしお鉄道宿毛線・有岡駅の周辺にあたる。

## 地理
- 山岳：高尾山
- 河川：中筋川、横尾川

## 歴史
- 1889年（明治22年）4月1日 - 町村制の施行により、有岡村・横瀬村・九樹村・上ノ土居村・磯ノ川村・生ノ川村の区域をもって発足。
- 1954年（昭和29年）3月31日 - 中村町・下田町・東山村・蕨岡村・後川村・八束村・具同村・東中筋村・富山村・大川筋村と合併して中村市が発足。同日中筋村廃止。

## 交通

### 鉄道路線
現在は旧町域に土佐くろしお鉄道宿毛線の有岡駅が所在するが、当時は未開業。

### 道路
- 国道197号（現・国道56号）